# Cầu World Cup
Cầu World Cup là một cây cầu đang được xây dựng theo kế hoạch bắc qua sông Hán ở Hàn Quốc và nối quận Mapo và quận Yeongdeungpo. Nó còn được gọi là Cầu Seongsan thứ hai, nhưng tên chính thức của nó là Cầu World Cup, được khởi công xây dựng vào ngày 11 tháng 3 năm 2010 và ban đầu dự kiến hoàn thành vào tháng 8 năm 2015, nhưng việc cắt giảm ngân sách đã làm chậm tốc độ xây dựng. Cuối cùng cầu khai trương vào ngày 1 tháng 9 năm 2021. Cái tên "Cầu World Cup" được đặt để kỷ niệm việc đăng cai tổ chức World Cup 2002.
Việc xây dựng cây cầu bắt đầu vào tháng 3 năm 2010 
Cây cầu được thiết kế để kết nối đường cao tốc Seobu với quận Mapo.

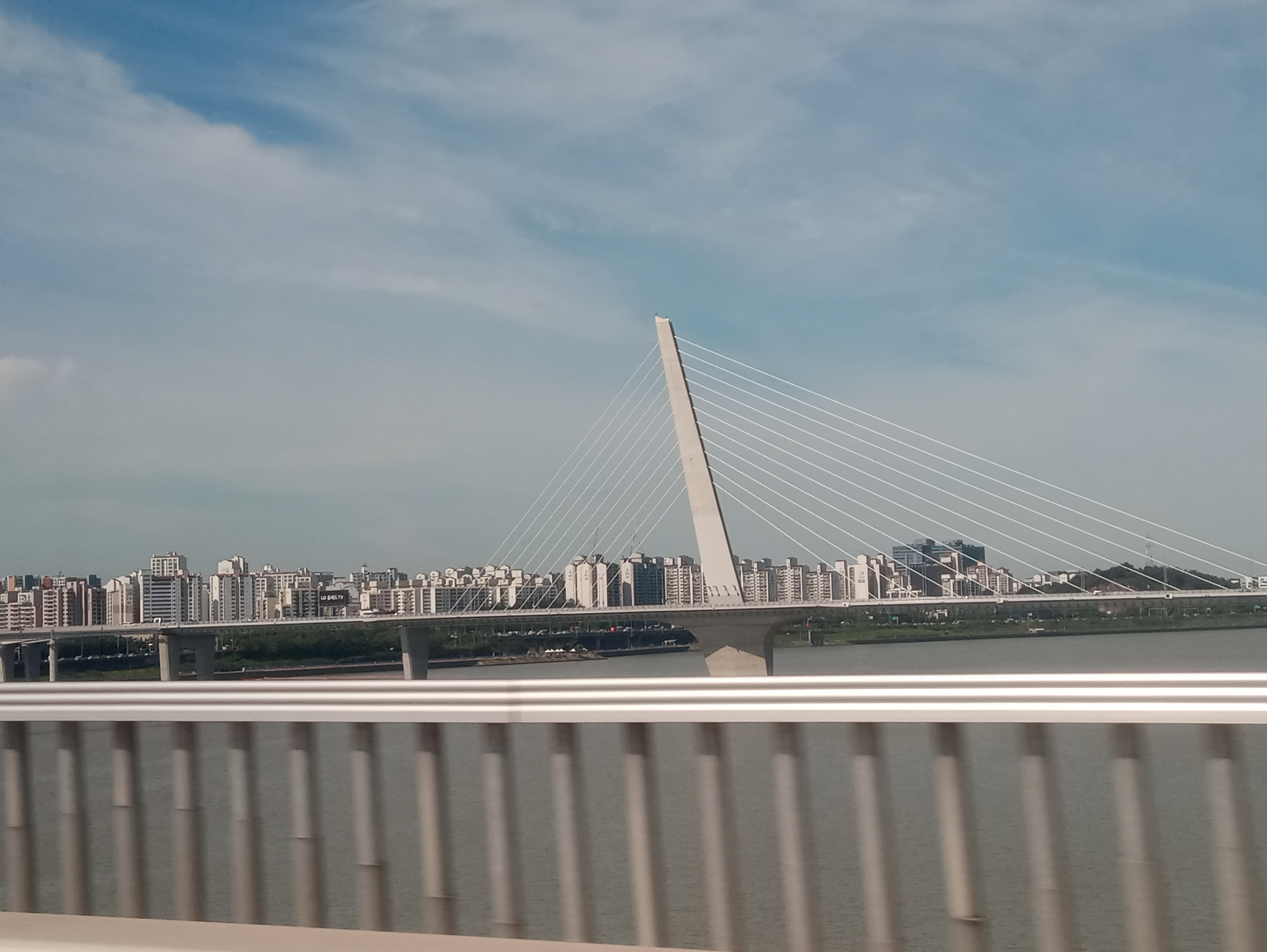
Cầu World Cup

## Tổng quan
Mục đích xây dựng
- Giải tỏa ùn tắc giao thông ở đoạn tắc nghẽn thông thường bằng cách phân bổ lưu lượng giao thông của Cầu Seongsan và thiết lập hệ thống mạng lưới đường chính ở khu vực phía Tây kết nối với Đường vành đai Gangnam

Khu vực
- Yanghwa -dong, Yeongdeungpo-gu (Đường cao tốc Seobu) ~ Sangam -dong, Mapo-gu (Jeungsan-ro)

Thời gian xây dựng
- 29 tháng 4 năm 2010 - Tháng 12 năm 2022

Thông số kỹ thuật
- Chiều rộng 31,4m (6 làn xe khứ hồi), tổng chiều dài 1,98km[5]
- Cầu nhịp chính 855m (Cầu cáp composite không đối xứng 540m + Cầu dầm hộp thép 315m)
- (Nhịp chính 225m,  chiều cao cột tháp 100m, Nghiêng 78°)
- Cầu kết nối 1,125m (Đầu phía Nam 418m, Đầu phía Bắc 212m, Đường chui 495m):* Đường dẫn 6,923m (Đầu phía Nam 6 nhánh 2,893m, Đầu phía Bắc 5 nhánh 4,030m)

Nhà thầu
- Samsung C&T Co., Ltd., Samsung Engineering Co., Ltd., Ewha Engineering & Construction Co., Ltd.

Giám sát
- Công ty TNHH POSCO E&C, Công ty TNHH Kỹ thuật & Xây dựng Dongil

Khảo sát và kế hoạch
- Tháng 9 năm 1997 - Tháng 12 năm 1998 :Nghiên cứu khả thi cho công tác xây dựng Cầu World Cup và thực hiện các kế hoạch cơ bản
- Tháng 10 năm 1998: Đánh giá đầu tư
- Tháng 2 năm 2001: Được chọn là người chiến thắng trong cuộc thi giải thưởng
- Tháng 4 năm 2001 - Tháng 12 năm 2006  : Thực hiện dịch vụ thiết kế cơ bản và chi tiết
- Tháng 1 năm 2009: Quyết định về đường huyết mạch ngầm và kế hoạch quảng bá Cầu World Cup
- Tháng 10 năm 2009 ~ tháng 11 năm 2009:  Thiết kế bổ sung đường dành cho xe đạp
- Tháng 12/2009:  Đặt hàng xây dựng (Dịch vụ mua sắm công, giá thấp nhất)
- Ngày 29 tháng 4 năm 2010: Khởi công xây dựng
- Ngày 1 tháng 9 năm 2021: Thông xe tuyến chính[7]
- Tháng 12 năm 2022: Hoàn thành